# جاك فاتي
جاك فاتي (بالفرنسية: Jacques Faty)‏ (مواليد 25 فبراير 1984 في فيلينيوف سانت جورج - فرنسا) لاعب كرة قدم فرنسي يلعب حاليا لصالح نادي الدرجة الأولى سوشو الفرنسي منذ 2008 في مركز قلب الدفاع كما يجيد اللعب في مركز الوسط المدافع .

## روابط خارجية
- جاك فاتي على موقع اتحاد تركيا (لاعب) (الإنجليزية)
- جاك فاتي على موقع رابطة كرة القدم الفرنسية للمحترفين (الإنجليزية)
- جاك فاتي على موقع قاعدة بيانات كرة القدم.إي يو (الإنجليزية)
- جاك فاتي على موقع ليكيب (الفرنسية)
- جاك فاتي على موقع ناشيونال فوتبول تيمز (الإنجليزية)
- جاك فاتي على موقع Soccerway.com (الإنجليزية)
- جاك فاتي على موقع عالم كرة القدم.نت (الإنجليزية)
- جاك فاتي على موقع كووورة
- جاك فاتي على موقع AS.com (الإسبانية)